# Spišská Teplica
Spišská Teplica és un poble i municipi d'Eslovàquia. Es troba a la regió de Prešov, al nord del país.

## Història
La primera referència escrita de la vila data del 1280.

## Demografia
| Godina             | 1994 | 2004    | 2014    | 2024   |
| ------------------ | ---- | ------- | ------- | ------ |
| Nombre de persones | 1666 | 1933    | 2236    | 2286   |
| Diferència         |      | +16,02% | +15,67% | +2,23% |

| Godina             | 2023 | 2024   |
| ------------------ | ---- | ------ |
| Nombre de persones | 2273 | 2286   |
| Diferència         |      | +0,57% |